# 마포구의회
마포구의회는 서울특별시 마포구 지역을 관할하는 기초의회이다.